# Victor Veysey

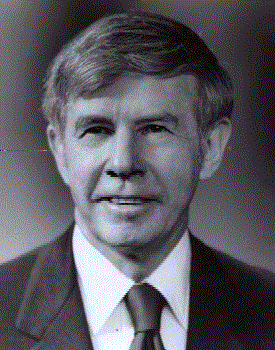
Victor Veysey, um 1975

Victor Vincent Veysey (* 14. April 1915 in Los Angeles, Kalifornien; † 13. Februar 2001 in Hemet, Kalifornien) war ein US-amerikanischer Politiker. Zwischen 1971 und 1975 vertrat er den Bundesstaat Kalifornien im US-Repräsentantenhaus.

## Werdegang
Victor Veysey studierte bis 1936 am California Institute of Technology in Pasadena. Danach war er bis 1938 an der Harvard University sowie zeitweise bei der Stanford University eingeschrieben. In den Jahren 1938 bis 1940 und 1941 bis 1946 lehrte er am Caltech. Dazwischen unterrichtete er in den Jahren 1940 und 1941 in Stanford. Später begann er als Mitglied der Republikanischen Partei eine politische Laufbahn. Zwischen 1955 und 1962 gehörte er dem Bildungsausschuss in Brawley an. Von 1960 bis 1962 war er auch Mitglied im Collegeausschuss des Imperial Valley. Außerdem war Veysey in den Jahren 1959 bis 1963 Mitglied einer Beraterkommission des US-Landwirtschaftsministeriums. Von 1963 bis 1971 saß er als Abgeordneter in der California State Assembly. Im August 1972 war er Delegierter zur Republican National Convention in Miami Beach, auf der Präsident Richard Nixon zur Wiederwahl nominiert wurde.
Bei den Kongresswahlen des Jahres 1970 wurde Veysey im 38. Wahlbezirk von Kalifornien in das US-Repräsentantenhaus in Washington, D.C. gewählt, wo er am 3. Januar 1971 die Nachfolge von John V. Tunney antrat. Nach einer Wiederwahl konnte er bis zum 3. Januar 1975 zwei Legislaturperioden im Kongress absolvieren. Seit 1973 vertrat er dort den damals neu eingerichteten 43. Distrikt seines Staates. In seine Zeit als Kongressabgeordneter fielen unter anderem das Ende des Vietnamkrieges und die Watergate-Affäre. Im Jahr 1974 wurde er nicht wiedergewählt. Zwischen 1975 und 1977 arbeitete er im Department of the Army in der Abteilung für zivile Arbeiten. Im Jahr 1983 war Victor Veysey Minister für Industriebeziehungen der Staatsregierung von Kalifornien. Er starb am 13. Februar 2001 in Hemet.